# Минерал (Вирџинија)
Минерал (енгл. Mineral) град је у америчкој савезној држави Вирџинија. По попису становништва из 2010. у њему је живело 467 становника.

## Демографија
Према попису становништва из 2010. у граду је живело 467 становника, што је 43 (10,1%) становника више него 2000. године.
| Група             | 2000.       | 2010.       |
| Белци             | 410 (96,7%) | 393 (84,2%) |
| Афроамериканци    | 9 (2,1%)    | 39 (8,4%)   |
| Азијати           | 0 (0,0%)    | 1 (0,2%)    |
| Хиспаноамериканци | 0 (0,0%)    | 29 (6,2%)   |
| Укупно            | 424         | 467         |